# Emperor of Japan
Emperor of Japan es una variedad cultivar de ciruelo (Prunus salicina), de las denominadas ciruelas japonesas(aunque las ciruelas japonesas en realidad se originaron en China, fueron llevadas a los EE. UU. a través de Japón en el siglo XIX).
Una variedad que fue encontrada en el siglo  XIX en Boskoop (Holanda).
Las frutas son de tamaño de mediano a grande con forma algo ovoides, algo redondeados en ambos lados, color de piel amarillo claro rojizo cubierta por una fina pruina de color blanco azulado, tienen una pulpa de color ámbar con venas de color rojo rosado, textura firme jugosa, y sabor dulce agradable con poco aroma.

## Historia
'Emperor of Japan' variedad de ciruela 'Prunus salicina' muy antigua, fue obtenida en el siglo  XIX de la colección existente en el 'Jardín botánico de Boskoop" (actualmente "Estación de Investigación Experimental en Boskoop") (Holanda), dependiente de la Universidad de Utrecht.

## Características
'Emperor of Japan' árbol de crecimiento moderado y abundante producción. Recomendado como ciruela en espaldera o de invernadero por su sensibilidad. Flor blanca, que tiene un tiempo de floración que comienza a partir del 18 de abril con el 10% de floración, para el 21 de abril tiene una floración completa (80%), y para el 8 de mayo tiene un 90% de caída de pétalos. Es semi auto estéril necesita un polinizador adecuado.
'Emperor of Japan' tiene una talla de fruto mediano a grande, de forma algo ovoides, algo redondeados en ambos lados, sutura poco profunda divide la fruta de manera desigual; epidermis tiene una piel muy fina y tierna de color amarillo claro rojizo cubierta por una fina pruina de color blanco azulado; pedúnculo largo y delgado, de color verde claro con marrón claro, algo oxidado y lanoso, en una cavidad estrecha y poco profunda, frecuentemente colocado sobre el fruto; tiene una pulpa color ámbar con venas de color rojo rosado, textura firme jugosa, y sabor dulce agradable con poco aroma.
Hueso no adherente está casi suelto, mediano, elíptico, aplanado, surcos poco marcados, superficie rugosa.
Su tiempo de recogida de cosecha se inicia en su maduración de principios a mediados de agosto.

## Usos
Una buena ciruela de postre fresco en mesa.

## Polinización
No muy autofértil; polinizado con éxito por 'Beauty', 'Burgundy', 'Late Santa Rosa', 'Nubiana'.